# Shewa

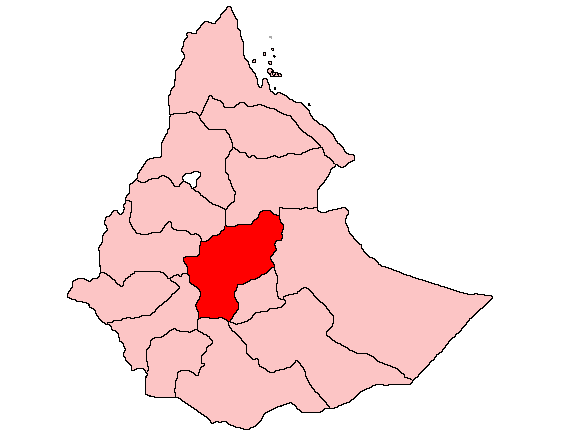
Die ehemalige Provinz Shewa innerhalb Äthiopiens

Shewa, Schewa, Schoa oder Shoa (amharisch ሽዋ šäwa) ist eine historische Provinz Äthiopiens.
Das Kerngebiet liegt ungefähr in der Mitte des heutigen Äthiopien im Umland des neuzeitlichen Addis Abeba und ist von Gebirgen geprägt. Im Norden reicht die Region fast an den Fluss Jarra, welcher die Grenze zwischen Shewa und Wollo markiert, im Süden liegen ihre Grenzen bei der Stadt Awassa, im Osten umfasst sie das ehemalige Sultanat Ifat. Sie besitzt im Wariro (3898 m) im Guragegebirge ihre höchste Erhebung. Im Süden und Osten des Landes fließt der Awash, im Nordosten der Abbai, dem die hauptsächlichsten Bergströme des Landes, darunter der Dschamma, zuströmen. Im Norden wird das Hochland von Shewa von weiteren Hochländern durch eine schmale Ebene getrennt. Aufgrund dieser besonderen Lage ließ sich Shewa leicht verteidigen und konnte selbst bei Verlust mehrerer umliegender Länder seine gewohnte Regierungsarbeit fortsetzen. In der Vergangenheit war Shewa dadurch wenig von Ereignissen in der äthiopischen Politik beeinflusst. Hin und wieder bildete es einen sicheren Zufluchtsort und war zu anderen Zeiten vom Rest Äthiopiens durch die von Feinden beherrschten Ebenen getrennt.
Die alte Hauptstadt war Ankober. Während der feudalen Zersplitterung im 18. und 19. Jahrhundert blieb Shewa im Krieg gegen Amhara und Tigray das wichtigste der Kleinkönigreiche Äthiopiens. Die Salomonische Dynastie des letzten Kaisers Haile Selassie kam von dort. Der berühmteste König von Schoa war Menelik, der spätere Kaiser Menelik II. von Äthiopien und Gründer von Addis Abeba.

## Das Königreich Shewa
In den Geschichtsbüchern tritt Shewa zuerst als muslimisches Emirat in Erscheinung. G. W. B. Huntingford zufolge wurde dieses 896 gegründet und seine Hauptstadt befand sich in Walalah. Es befand sich an der günstigen Stelle am Rand des großen afrikanischen Grabenbruchs und kontrollierte dort eine der wichtigsten Handelsrouten des Mittelalters. Sie verband die christlichen Zentren des Hochlandes mit den islamischen Häfen am Golf von Aden und am Roten Meer. Jenes Sultanat wurde um 1285 in Ifat eingegliedert, welches sich daher als „Erbe“ Shewas betrachtete.
Yekuno Amlak diente Shewa als Stützpunkt für seinen Aufstand gegen die Zagwe-Dynastie. Er beanspruchte, Urahne der Salomonischen Dynastie zu sein, die als Nachkommen der Kaiser Aksums nach Shewa gekommen waren, als sie durch Gudit und andere Feinde bedroht wurden. Seine Abstammungslinie wäre demnach länger als die der Zagwe. Diese Überlieferung, die sich in der Familie Lebna Dengels wiederfindet, ist jedoch möglicherweise zu späterer Zeit erfunden worden.
Im 16. Jahrhundert wurde Shewa durch die Truppen des benachbarten Sultanats Adal unter Ahmed Graññ verwüstet und vom übrigen Äthiopien isoliert. In der Folge gelangte das Gebiet unter Druck von Seiten der Oromo, denen es in den ersten Jahrzehnten des folgenden Jahrhunderts gelang, sich in der entvölkerten Gegend niederzulassen und sich selbst zu deren Machthabern zu machen. Bedingt durch die Isolation und Zerstörung ist wenig über die Geschichte Shewas bis etwa 1800 bekannt. Gesichert ist jedoch, dass Shewa dem Kaiser Lebna Dengel und einigen seiner Söhne als Zufluchtsort diente, wenn diese durch Eindringlinge bedroht wurden.

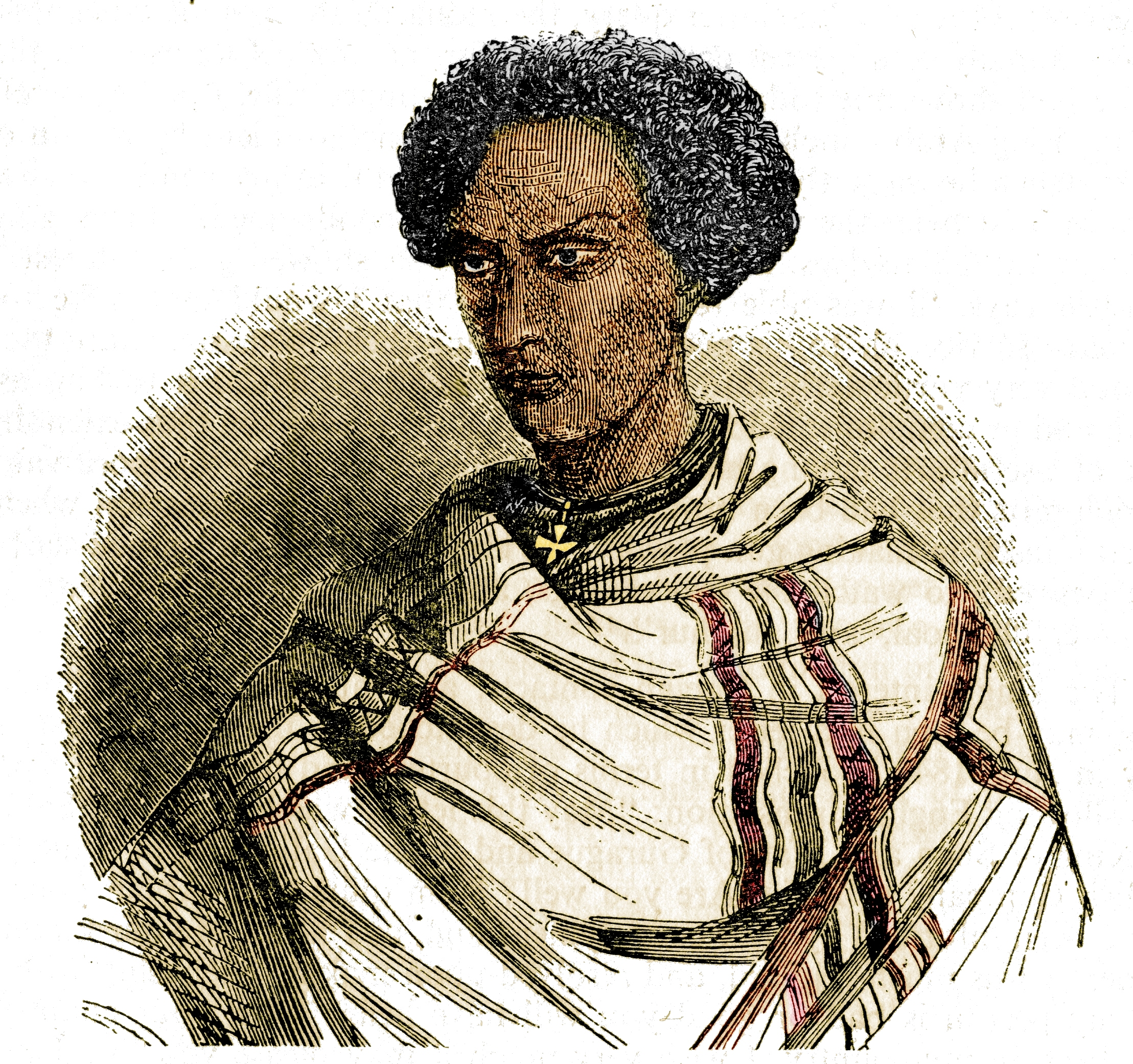
König Sahle Selasse

Das Königshaus der Shewa wurde durch Negassi Krestos Ende des 17. Jahrhunderts begründet. Dieser festigte seinen Machtbereich um Yifat. Es gibt mehrere Überlieferungen zu seiner Abstammung: Einer Quelle von 1840 zufolge war seine Mutter die Tochter von Ras Faris, einem Gefolgsmann des Kaisers Sissinios, der nach Menz geflohen war; Serta Wold, ein Berater von Sahle Selassie, berichtet hingegen, Negassi sei direkter Nachkomme auf der väterlichen Linie von Yaqob, dem jüngsten Sohn Lebna Dengels gewesen. Demnach stammte Negassi direkt von der uralten Salomonischen Dynastie ab.1
Da sich die eine Überlieferung auf die mütterliche und die andere auf die väterliche Linie bezieht, können beide wahr sein. Mit Sicherheit wurde die direkte Abstammung des Königshauses von Shewa in männlicher Linie von Lebna Dengel in Äthiopien nie in Frage gestellt. Das Geschlecht der Shewa wurde daher als jüngerer Zweig der Solomonischen Dynastie betrachtet; im Gegensatz zum älteren Zweig der Gonder.
Der Sohn Negassis, Sebastian, nahm den für Shewa einzigartigen Titel Meridazmatch („furchterregender Feldherr“) an. Bis zur Thronbesteigung Sahle Selassies in den 1830er Jahren trugen alle Nachfahren diesen Titel. Sein Enkel Sahle Mariam wurde am Ende des Jahrhunderts als Menelik II. Kaiser von ganz Äthiopien. Der Titel „König von Shewa“ wurde bei Amtsantritt Meneliks im kaiserlichen Titel „Kaiser von Äthiopien“ eingeschlossen.
Die Könige Shewas breiteten ihren Machtbereich nach Süden und Osten in die Ebenen und Wüstengebiete aus und unterwarfen weitere Gebiete. Die äthiopischen Kaiser hatten bereits seit langem Anspruch auf diese südlichen Gebiete erhoben und so bestanden bereits vor den Graññ-Kriegen direkte Beziehungen und Abhängigkeiten zu diesen Ländern. Die Wanderungen der Oromo nach Ende der Graññ-Kriege hatten zu einem Abbruch dieser alten Beziehungen sowie zu einer drastischen Änderung der Bevölkerungszusammensetzung in dieser Gegend geführt. Zur Zeit Meneliks II. war das Königreich um einiges gewachsen und vergrößerte daher die Gesamtfläche des Kaiserreichs erheblich. Äthiopien dehnte sich weiter nach Osten und Süden aus, wodurch die Region Shewa die Mitte des neuen Landes bildete.

## Shewa in der Neuzeit
Während der italienischen Besatzung 1936–41 wurde Shewa als administrative Bezeichnung zunächst abgeschafft, 1938 jedoch in Form des Governorates Shewa (italienisch Scioà) wieder eingeführt. Im wieder unabhängigen Äthiopien war Shewa eine der Provinzen des Landes. Unter dem Derg-Regime wurde 1981 die Hauptstadt Addis Abeba abgespalten, und 1987 wurde Shewa in die vier Provinzen Nord-, Ost-, Süd- und West-Shewa geteilt.
Nach dem Sturz des Derg-Regimes 1991 wurden die Provinzen abgeschafft, und die Verwaltungsgliederung Äthiopiens wurde neu nach ethnolinguistischen Kriterien organisiert. Das Gebiet von Shewa wurde dabei auf die Regionen Oromia und Amhara aufgeteilt. Die Namen der Zonen Nord-Shewa, West-Shewa und Ost-Shewa in Oromia und Nord-Shewa in Amhara leiten sich von der ehemaligen Provinz ab.

## Archäologie
Bisher war das mittelalterliche Reich Shewa nur aus Schriftquellen bekannt. 2007 identifizierten französische Archäologen vom Centre d'études des mondes africains (CEMAf) drei Ruinenstätten. Moscheen, Friedhöfe und Reste von Befestigungsmauern wurden in Asbäri, Masäl und Nora gefunden. An einigen Stellen konnten arabische Inschriften nachgewiesen werden.